# Bołhan
Bołhan (ukr. Болган) – wieś na Ukrainie, w obwodzie winnickim, w rejonie tulczyńskim. W 2001 liczyła 1342 mieszkańców, wśród których 1331 wskazało jako ojczysty język ukraiński, a 9 rosyjski.